# Coptops brunneus
Coptops brunneus es una especie de escarabajo longicornio del género Coptops, tribu Mesosini, subfamilia Lamiinae. Fue descrita científicamente por Breuning en 1936.

## Descripción
Mide 15 milímetros de longitud.

## Distribución
Se distribuye por India.